# Координационный штаб по гуманитарным и социальным вопросам
Координационный штаб по гуманитарным и социальным вопросам (укр. Координаційний штаб з гуманітарних та соціальних питань) — созданный президентом Украины, помогающий гражданам страны в преодолении сложных жизненных обстоятельств в связи с вооруженной агрессией Российской Федерации против Украины. Он оперативно координирует волонтерские инициативы, международные гуманитарные организации и финансовые вопросы.

## Описание
Координационный штаб по гуманитарным и социальным вопросам создан президентом Украины Владимиром Зеленским 2 марта 2022 года во время  полномасштабного вторжения России в Украину.
Он работает по трем направлениям: гуманитарная помощь от правительств иностранных государств и международных организаций; помощь от крупного бизнеса военным администрациям и общинам;  помощь от органов власти военным администрациям и общинам.
Руководителем штаба назначен глава Офиса Президента Украины Андрей Ермак. За операционные процессы отвечает заместитель руководителя ОП Юлия Соколовская, а информационным сопровождением займется советница по вопросам коммуникаций руководителя Офиса Президента Украины Дарья Заривная.
Согласно указу Кабинет министров должен обеспечить оперативное взаимодействие представителей областных военных администраций с Координационным штабом. Также правительство должно наладить эффективное сотрудничество с дипломатическими представительствами и консульскими учреждениями иностранных государств, международными организациями, иностранными донорами по оказанию гуманитарной помощи Украине.